# الشنتو في كوريا

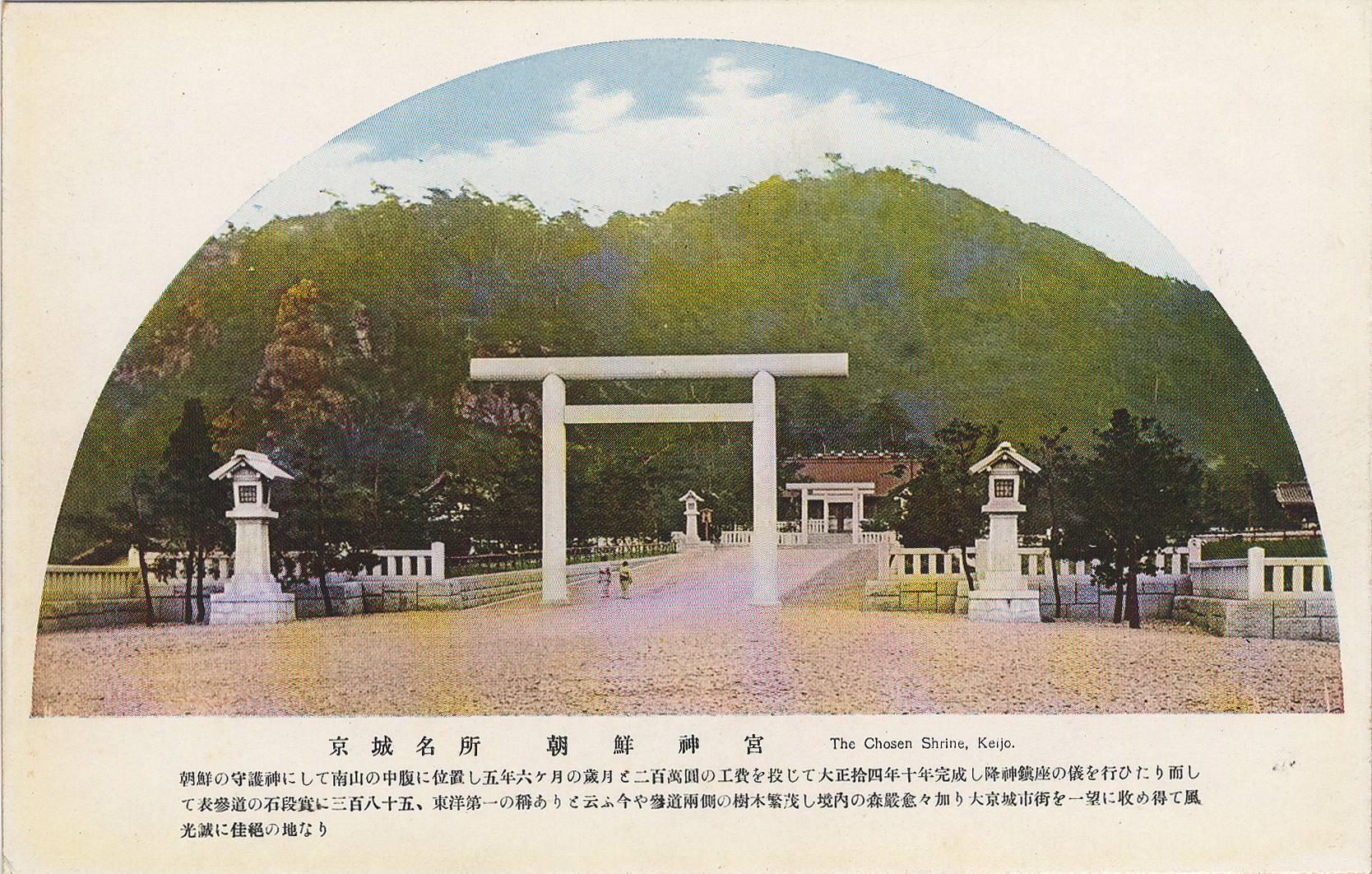
الشنتو في كوريا

تعود أصول الشنتو في كوريا إلى العارات اليابانية بعد اتفاقية غير متوازنة وقعت عام 1876. ارتبط صعود الشنتو في كوريا باستعمال الحكومة اليابانية الأيديولوجي للمعتقدات الشعبية في اليابان، وهو ما وصف بعد ذلك بأنه «الشنتو الحكومي». عندما وسعت اليابان سيطرتها على كوريا، ازداد عدد الأضرحة، بهدف تأسيس ضريح وطني واحد في كل مقاطعة. في 1945، كان حضور الأضرحة في كثير من الأحيان إجباريًّا.

## دخول الشنتو
رفض الإصلاح الميجي في اليابان وجود أي علاقة بين الشنتو، وهو التقليد الشعبي في اليابان، والاعتقاد الديني. وأولت اليابان الإمبريالية الشنتو بوصفها منظمة «فوق الدين» قائمة على مجموعة من التقاليد، لا على تعاليم أخلاقية. لذلك لم يكن فرض المشاركة في مهرجانات الشنتو يعتبر انتهاكًا لعقيدة حرية الدين التي كانت في فترة الإصلاح الميجي. كان هذا موقف الحكومة، الذي سمي بعد ذلك «شنتو الحكومة»، ولا يوافقه بالضرورة الكهنة وأتباع الشنتو.

### تأسيس الأضرحة
يعتقد أن أول ضريح شنتي بني في كوريا هو ضريح كوتوهيرا (金刀比羅神社) ثم ضريح ريوتوزان (龍頭山神社), الذي بني في 1678، وبناه عمال مكتب بيت اليابان للتجارة.
في عام 1876، دخل مستوطنون يابانيون إلى كوريا بموجب معاهدة الصداقة اليابانية الكورية، ودخل دعاة شنتيون إلى إنشيون وبوسان ووونسان. جلب التجار معهم إلى هذه المواني تقاليد الشنتو. فعلى سبيل المثال، بُني ضريح غنزان (元山神社), في وونسان عام 1882، ثم أعطاه اليابانيون صفة الضريح الوطني عام 1936. وفي عام 1911، كانت أضرحة دايجينغو (大神宮),وسوغاوارا تنمانغو (菅原神社), وكونبيرا جينجا (金刀比羅神社) قد تأسست، ليستعملها المواطنون اليابانيون الذين يعيشون هناك، حسب زعم اليابانيين. ومن المجموعات الأخرى التي كانت فاعلة: كونكوكيو (金光教), وتنريكيو (天理教), وأونتاكيكيو (御岳教), وشينريكيو (神理教).
بعد معاهدة اليابان وكوريا عام 1910، أصبحت كوريا كلها تحت الحكم الياباني. ودُعم الحاكم العام المسؤول عن إدارة كوريا لليابان الإمبريالية ليوسع استعمال الأضرحة هناك. بعد عام تقريبًا، ذكر تقرير من الشرطة عن الأنشطة التي تجري في الأضرحة في كوريا أن «الأضرحة مؤسسة بهدف حماية المناطق المحلية، ويعظمها كثير من السكان تعظيمًا عميقًا. وكان يدير الأضرحة جمعيات للمستوطنين اليابانيين مع مجموعات مدنية أخرى».
في عام 1913، في العيد السنوي للاحتلال، قدم أعضاء الأسرة الملكية في كوريا قربانًا لأماتيراسو في ضريح شنتي في سول، دلالة على خضوعهم للحكومة اليابانية. وفي الوقت نفسه، كان المهاجرون اليابانيون يحمون عاداتهم اليابانية ويمانعون تعليم الكوريين أي شيء عن شعائر الأضرحة، مع أن الحكومة أمرت بنشر هذه الشعائر، وصارعت الحكومة اليابانية من أجل إدماج الكوريين في أدوار القيادة في الأضرحة.